# 亞洲龍魚
亞洲龍魚（學名：Scleropages formosus），又稱美麗硬骨舌魚，為輻鰭魚綱骨舌魚目骨舌魚科硬骨舌魚屬的一種，台灣人稱之為紅龍，香港人稱之為龍吐珠，馬來西亞人稱之為金龍鱼。和其它骨舌魚類一樣，本種被視為保留了許多硬骨魚類原始特徵的物種，在古生物演化上有研究價值，可稱是活化石。台灣、新加坡、香港等華人社群將其作為高級觀賞魚，認為它能帶來好運和財富。

## 產地
亞洲龍魚分佈在馬來西亞半島、印尼（加里曼丹和蘇門答臘）、柬埔寨、越南和老撾等地。首次由德國博物學家Salomon Müller和Hermann Schlegel於1840年發表，命名為Osteoglossum formosum，後來該物種被歸類在Scleropages屬中以S. formosus 命名。近年有些魚類分類學家把分佈於印尼的亞洲龍魚再分成另外三個獨立物種。

## 品種
亞洲龍魚根據產地一般可分為三大類，即金龍、紅龍和青龍。其中金龍可再分為兩種：生長於印尼蘇門答臘的紅尾金龍和馬來西亞的過背金龍。
同樣的，紅龍也有“超級紅”（辣椒紅）、血紅和橙紅之分。不過，這三種紅龍之間的差別會比兩種金龍之間的差異來得小，而且所有的紅龍都來自印尼的加里曼丹。
至於青龍，由於分佈的範圍廣，每個地方的青龍都稍有不同，但分別不大。還有青龍與黃尾龍，但不多人養。
在2003年，一個研究根據形態學及遺傳學把亞洲龍魚這個物種分為四個獨立物種，分別為：
- 亞洲龍魚及未加入研究的地方型 （如:過背金龍、黃尾龍魚）Scleropages formosus
- 亞洲銀龍 Scleropages macrocephalus
- 紅尾金龍 Scleropages aureus
- 超級紅龍 Scleropages legendrei

但一些學者卻認為這研究的書面資料不足以把亞洲龍魚分為其他物種，故為S. formosus仍舊有效 。

## 型態與特徵

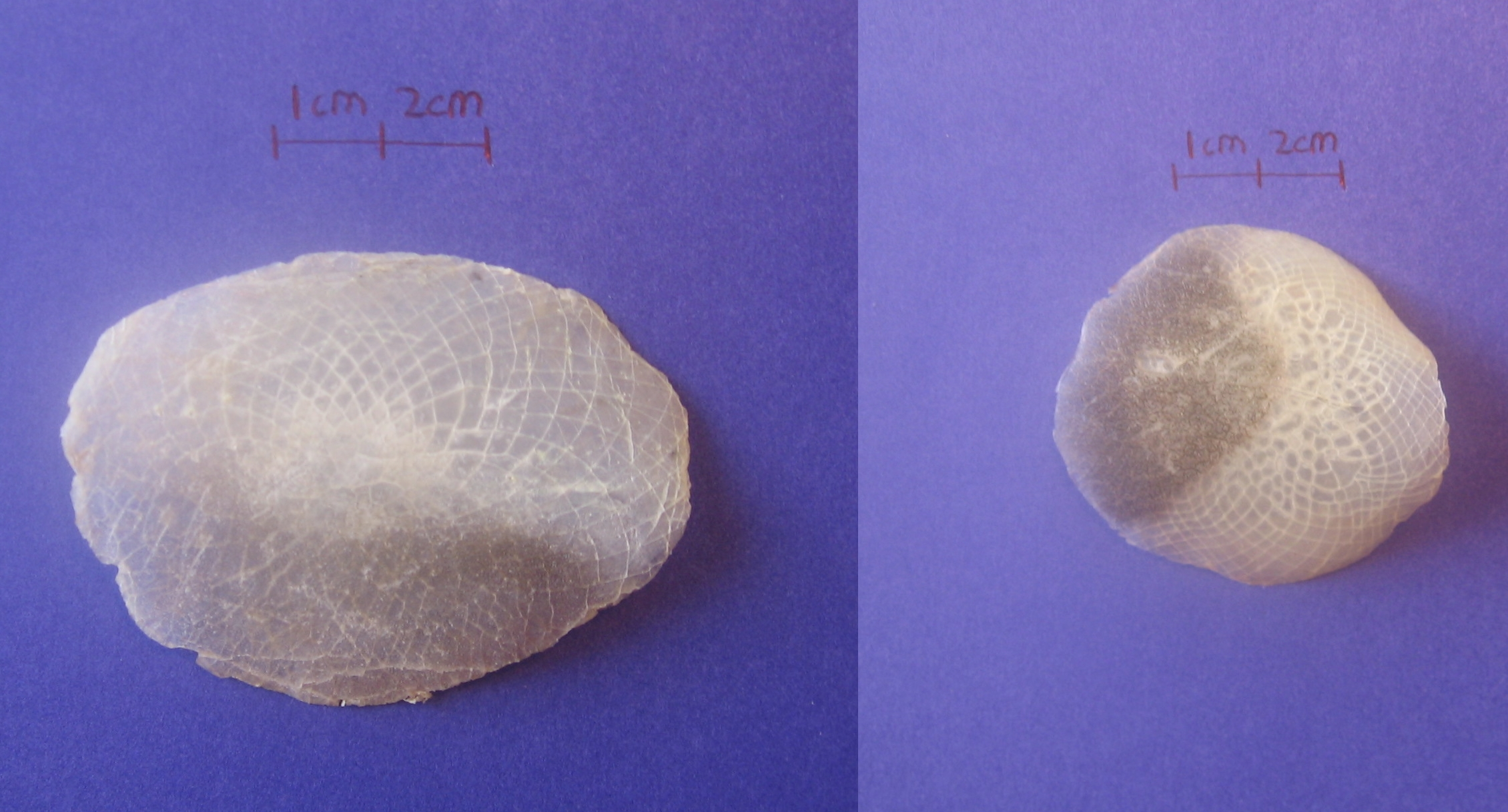
亞洲龍魚鱗片較大（大部分長度超過2公分），且有精緻的網狀圖案

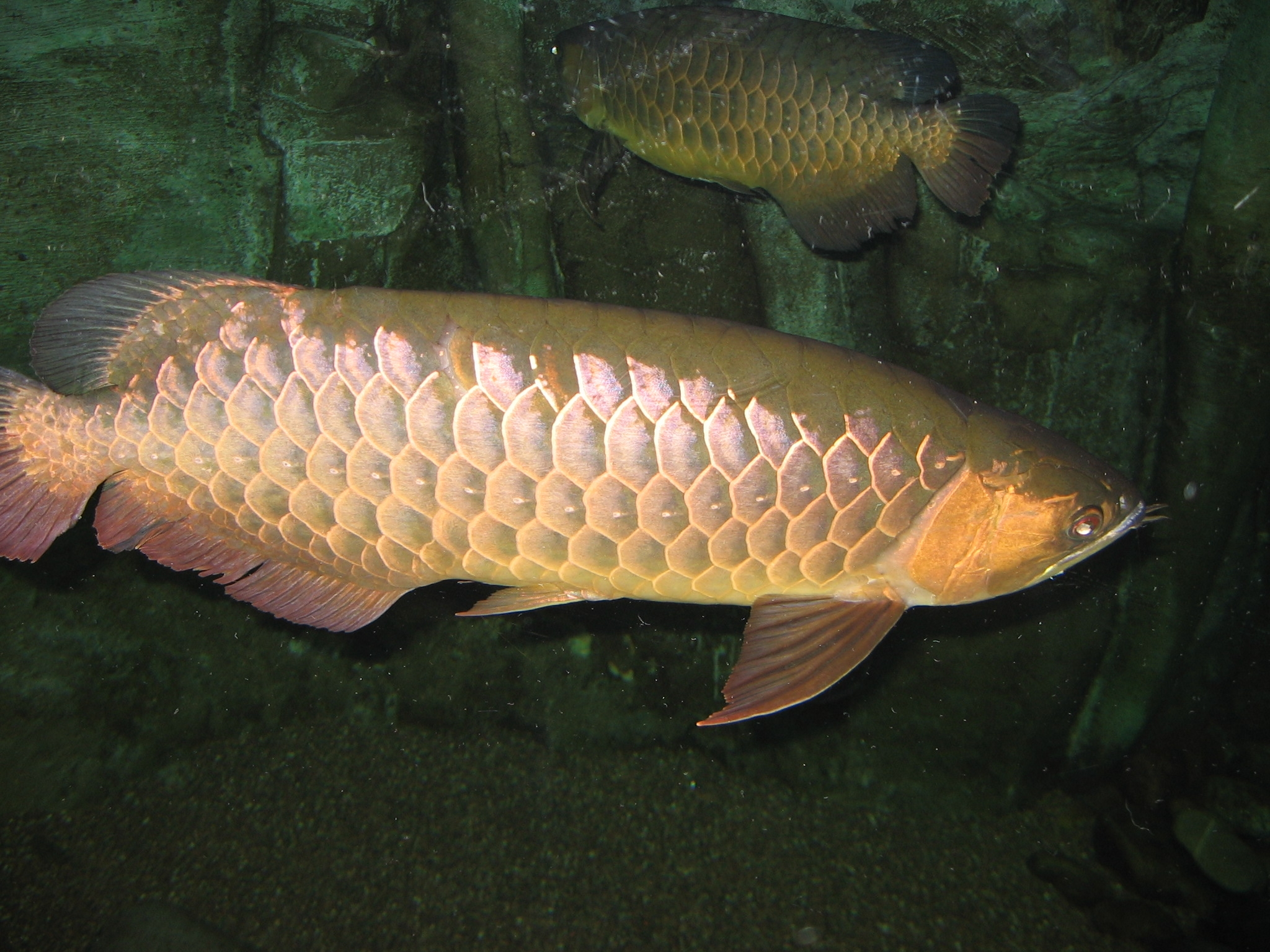
亞洲龍魚(紅尾金龍)鱗片雖然是金色的，但臀鰭和尾鰭卻是紅褐色

亞洲龍魚身體延長，胸鰭大而細長，背鰭和臀鰭位於身體後部較遠，尾鰭截形或扇形，嘴巴斜裂，張得很寬，突出的下顎在其尖端有兩根觸鬚，鰓耙粗壯，下顎骨、犁骨、腭骨、翼骨、副蝶骨和舌骨有牙齒。體被大圓鱗，有些品種的鱗片呈金屬色，並帶有獨特的馬賽克圖案，側線鱗21-26片，體色因地理分布不同有紅色、深紅色、灰色、深綠色，並帶有金屬光澤，腹部顏色較淡呈銀色或白色，魚鰭也因不同品種有紅褐色、灰色、黃色、淺棕色等，體長可達90公分。

## 生態
在自然環境中，亞洲龍魚棲息在森林覆蓋、水質呈單寧色且為泥底質的溪流中，幼魚以水面的昆蟲為食，成年個體以魚類與較小的脊椎動物為食。與大多數魚類不同，亞洲龍魚性成熟相對較晚，需要3-4年，雌魚每次產卵約30-100枚，魚卵受精後，受精卵在雄魚口孵化，幼魚會在雄魚口中繼續生活7-8週，直到卵黃囊完全被吸收。

## 地位
因其外形華麗，酷似傳說中的龍，在東南亞和香港地區，受到華人“龍文化”的影響，把它當作能逢凶化吉、遇難呈祥、招財進寶的靈魚。不少餐馆和旅馆会在大堂里设置金龙鱼缸，一些富人也会在家里放置金龙鱼缸。因为鱼的外形特征对鱼的价格影响很大，市场上也出现了给金龙鱼做整形手术的服务。

## 保育
亞洲龍魚目前被世界自然保護聯盟紅色名錄列為瀕危物種，且受《瀕危野生動植物種國際貿易公約》（CITES）的管制，於1975年列入該公約附錄一，即限制性最強的類別。亞洲龍魚是僅有的八種被列入附錄一的魚類之一，如美國已將該物種列入《瀕危物種法》，因此未經許可不得在該國飼養該物種。棲息地減少是一個重大威脅，例如，亞洲龍魚曾經廣泛分佈於馬來半島，但由於環境破壞，現在已經不常見。自1989年起，CITES開始允許亞洲龍魚進行貿易，只要滿足某些標準，其中最值得注意的是它們在養魚場中圈養繁殖至少兩代。1994年，透過該項目，亞洲龍魚開始獲得 CITES 的合法貿易認證。根據《瀕危野生動植物種國際貿易公約》，圈養繁殖的龍魚可以用兩種方式合法貿易。其一，養魚場為每位買家提供真品證書和出生證明；其二，每尾龍魚都會植入微晶片，用於識別。